# Junggesellenmoschee

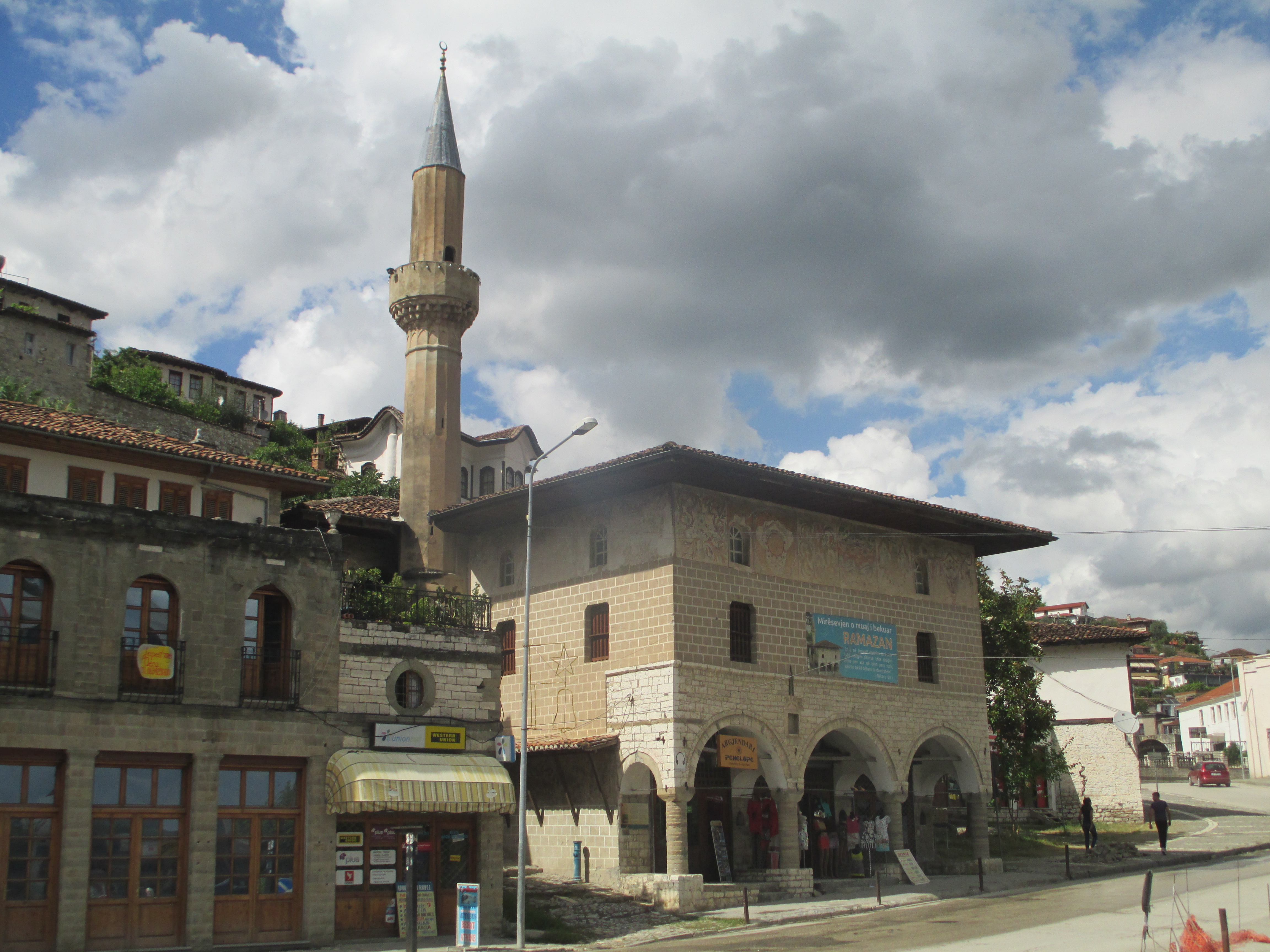
Straßenfassade mit Arkaden

Die Junggesellenmoschee (albanisch Xhamia e Beqarëve) ist ein historisches Bauwerk in der zentralalbanischen Stadt Berat im Quartier Mangalem. Sie steht am Fuß des Burghügels, unweit des Osums an den Hang gebaut.
Die Moschee wurde 1826 fertiggestellt, einige Quellen nennen das 18. Jahrhundert als Bauzeitraum. Ursprünglich trug sie den Namen Süleyman Paşa (alb. Sylejman Pasha). Im unteren Teil der Moschee, unter den Arkaden, waren einst Ladengeschäfte und Lager integriert, die zum Unterhalt der Moschee beitrugen. Früher beauftragten die Inhaber dieser Geschäfte junge Männer (meist Junggesellen) mit der Bewachung ihrer Läden, daher stammt auch der Name der Moschee. Machiel Kiel erläutert, dass die Herkunft des Namens unklar sei und die Umgebung der Moschee vielleicht Treffpunkt von Junggesellen war.

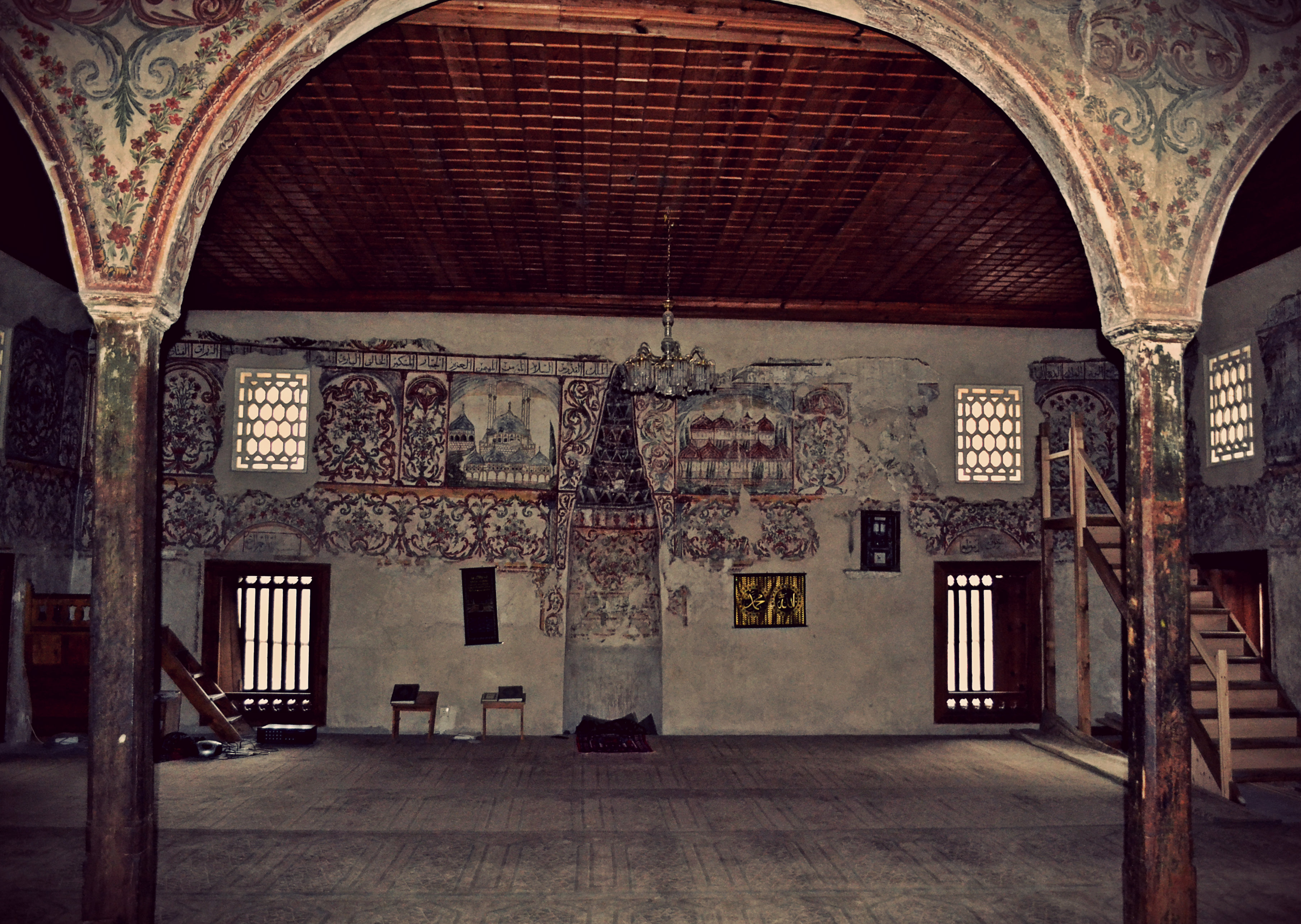
Innenraum mit Mihrāb gegenüber dem Eingang

Der Grundriss misst 16,9 auf 18,3 Meter. Der Betraum ist fast quadratisch mit Raumlängen von zwölf Metern. Die Malereien zeigen rote, florale Ornamente rund um Darstellungen von Moscheen. Die Vorhalle auf der Hangseite der Moschee wurde 1827 errichtet und ist auf beiden Seiten etwas breiter als das Hauptgebäude. Gut sichtbar sind die Malereien an den Außenwänden, die Ornamente, Arabesken, Pflanzen und Stadtansichten zeigen. Dies macht die Moschee zu den meistverzierten islamischen Gotteshäuser des Landes. Das Minarett ist vergleichsweise niedrig. Es steht in der Südwestecke.
1961 wurde die Moschee zum Kulturdenkmal Albaniens erklärt.
Die Arkaden der Moschee werden heute für Frauenbekleidungs-Läden genutzt.